# Site antique de Néris-les-Bains
Le site antique de Néris-les-Bains est un complexe urbain protohistorique et antique appartenant au peuple des Bituriges Cubes. Le site est localisé au sein de l'actuelle commune de Néris-les-Bains, une ville située dans le département de l'Allier, en région Auvergne-Rhône-Alpes.
Par ailleurs, l'agglomération antique de Néris-les-Bains, distante de 8 kilomètres de Montluçon (direction sud-est), s'inscrit dans les marges méridionales du Bocage bourbonnais, à la limite septentrionale de l'ensemble naturel des Combrailles.

## Toponymie
Le toponyme de Neriomagus / Aquae Nerii est probablement associé à un culte local, celui du dieu « Nerios » (ou Nerius en latin). Selon les linguistes, le nom de l'agglomération secondaire de Neriomagus se manifeste comme étant une déclinaison du théonyme de Nerius. Le toponyme de l'ancienne cité de Néris-les-Bains est notamment attesté sur la table de Peutinger sous la forme de « Aquis Neri » ; dans l'œuvre Vie des Pères de Grégoire de Tours (chapitre consacré à saint Patrocle), sous la forme « vicus Nereensim ». Le nom de la cité apparaît également sur plusieurs inscriptions épigraphiques, et serait possiblement gravé sur le milliaire de Bruère-Allichamps sous la forme de « Ner(iomago) ».

## Histoire

### Période laténienne
La fondation des structures urbaines du site, sous leur forme protohistorique, est attribuée à La Tène « B ». Le complexe urbain fait dès lors partie intégrante du territoire de la tribu gauloise des Bituriges Cubi. La mise en place de ces structures proto-urbaines est réalisée sur un vaste plateau à caractère granitique. Le site Nérisien du 2e Âge du fer se présente sous une forme approximativement triangulaire et couvre alors une superficie totale de 3 hectares. L'ensemble de ses fortifications sont du type éperon barré. Son enceinte est encadrée sur deux de ses côtés par deux petits cours d'eau, l'« Eaux-Chaudes » et le « Cournauron » (un affluent du Polier), et par une imposante butte de terre rectiligne doublée d'un vaste fossé, sur le troisième côté. Des vestiges d'habitats domestiques appartenant au complexe urbain initial de Néris-les-Bains ont été mis en évidence à proximité du ruisseau des « Eaux-Chaudes ».

### Période gallo-romaine
Au cours de la période gallo-romaine, la cité de Neriomagus devient Aquae Nerii et connaît une phase d'accroissement urbain significative. De ses 3 hectares initiaux, la cité, sous sa forme antique, se déploie sur une superficie de 200 hectares. Aux Ier  et  IIe siècles, l'essentiel de la parure monumentale de la ville gallo-romaine est mise en place. Celle-ci est alors constituée deux complexes thermaux, d'un aqueduc, d'un amphithéâtre, d'un sanctuaire.
Aquae Neri était située au carrefour de voies romaines : celle reliant Lugdunum (Lyon) à Limonum (Poitiers), celle reliant Avaricum (Bourges) à Augustonemetum (Clermont-Ferrand) et celle reliant Augustoritum (Limoges) à Nevirnum (Nevers). Un détachement de la  VIIIe légion stationnait à Neriomagus.
Des fouilles, effectuées dans les années 1980 sur le site de Néris-les-Bains, ont également permis de dégager des structures maçonnées appartenant à une villa, la « villa de Cheberne », ainsi qu'un castrum (camp romain de stationnement), le « camp romain des Chaudes ».
En 1969, des fouilles archéologiques ont révélé la présence d'une zone d'habitat dense et d'activités artisanales. Ont été mis au jour des vestiges d'ateliers de potier, de bronzier, de tabletier du IIe siècle, de travail du bois, de travail de cuir.

## Vestiges

### L'oppidum des Eaux-Chaudes
Sur l'éperon rocheux escarpé délimité par la rencontre de deux vallons, le vallon thermal où coule le ruisseau des Eaux chaudes et la vallée du Cournauron, a été construit, à l'extrémité, un petit oppidum de 3 ha. Cet oppidum est séparé du reste de l'éperon par une levée de terre doublée d'un fossé.

### Le théâtre
L'édifice est classé au titre des monuments historiques en 1862.

### Les aqueducs
Deux aqueducs amenaient l'eau potable à Néris. Le plus ancien, l'aqueduc ds Combes, entièrement souterrain, était long d'une dizaine de kilomètres. Sa construction remonterait au Ier siècle. Le second, l'aqueduc des Viviers, entièrement souterrain lui aussi mesurait 35 km, il aurait été construit au IIe siècle, sous la dynastie des Antonins pour assurer les besoins croissants d'une ville en expansion. L'écoulement de l'au se faisait uniquement par gravitation. Un castellum divsiorum (château d'eau) situé sur les hauteurs de Néris recevait l'au et assurait son épuration et sa répartition en différents points de la ville. L'utilisation des aqueducs semble avoir cessé au IVe siècle.

### Les thermes
Le site antique possédait deux ensembles de thermes, l'un au sud mis au jour en 1819 et l'autre au nord mis au jour en 1847.
Les eaux de Néris furent captées par les Romains par le creusement de trois puits. En 1964, lors du nettoyage du fond du puits César, la dalle romaine fut mise au jour. Une inscription monumentale retrouvée en trois exemplaires nous révèle que Lucius Julius Equester, deux fois duumvir et flamine de Rome et d'Auguste ainsi que ses deux fils occupant les mêmes fonctions, ont dédié les aménagements des thermes au culte impérial et au dieu Nerio démontrant ainsi la sollicitude des administrateurs de la civitas des Bituriges Cubes siégeant à Avaricum envers une ville thermale dont le rayonnement dépassait le cadre local.
À l'intérieur des bâtiments des thermes construits au XIXe siècle, dans la galerie sud, sont conservés de nombreux éléments lapidaires des anciens thermes.

### La villa de Cheberne
Cette villa fut découverte sous le Second Empire. Elle était organisée autour d'une cour à péristyle. Elle était équipée de thermes privés.
De nouvelles fouilles archéologiques effectuées au début des années 1980 ont mises au jour des vestiges qui montrent que cette maison n'était pas isolée, mais faisait partie d'une agglomération, avec ses rues, un réseau d'égouts, des ateliers de verriers et de potiers.
L'édifice est inscrit au titre des monuments historiques en 1991.

### Le camp des Chaudes
L'édifice est classé au titre des monuments historiques en 1927

## Protection du site
Les vestiges antiques de Néris-les-Bains ont fait l'objet de plusieurs classements sur la liste des monuments historiques français : l'amphithéâtre-théâtre, en 1862 ; le camp romain des Chaudes, en 1927 ; l'établissement thermal, en 1984 ; et la villa de Cheberne, en 1991.